# Нересхайм
Нересхайм (нем. Neresheim) — город в Германии, в земле Баден-Вюртемберг. 
Подчинён административному округу Штутгарт. Входит в состав района Восточный Альб.  Население составляет 8020 человек (на 31 декабря 2010 года). Занимает площадь 118,56 км². Официальный код  —  08 1 36 045.
Город подразделяется на 6 городских районов.